# Jack Mapanje
Jack Mapanje (geboren als John Alfred Clement Mapanje 25. März 1944 in Kadango Village, Mangochi District in der Southern Region des späteren Malawi, Njassaland) ist ein malawischer Schriftsteller, der im britischen Exil lebt.

## Leben
Jack Mapanjes Eltern kommen aus dem Volk der Wayao und der Nyanja. Er studierte Englisch an der University of London, machte einen B.A. und ein Diplom in Pädagogik. Er arbeitete als Lecturer in Malawi und studierte Anfang der 1980er Jahre dann noch Linguistik am University College London und wurde 1983 bei Neil Smith promoviert. Er arbeitete als Hochschullehrer an der University of Malawi und wurde Leiter des Chancellor College, dem Department of Language and Linguistics der Universität.
Als Schriftsteller debütierte Mapanje 1981 mit dem Gedichtband „Of Chameleons and Gods“, der 1985 in Malawi als „ungeeignetes Lehrmittel“ verboten wurde, weil er Kritik am Präsidenten Hastings Banda enthielt. 1987 wurde er verhaftet und blieb ohne Gerichtsverfahren vier Jahre lang inhaftiert. Nach seiner Freilassung ging er mit seiner Familie nach England ins Exil und arbeitete in York als Lehrer und als Research Fellow der Universität Leeds. Erst 2003 kehrte er zu einem Besuch in seine Heimat zurück.
Mapanje thematisiert in seiner Lyrik das politische Regime, die gesellschaftliche Heuchelei, das rassistische Denken, die religiöse Verfolgung sowie seine Erfahrung der Gefangenschaft.
Er wurde 1988 mit dem Internationalen Lyrikpreis Rotterdam für „Of Chameleons and Gods“ ausgezeichnet, Wole Soyinka musste an seiner statt den Preis entgegennehmen. 2002 erhielt er den Fonlon-Nichols Award der African Literature Association. Er hat einen Ehrendoktor der Universität Stirling.

## Werke (Auswahl)
- Of Chameleons and Gods. Johannesburg: Heinemann, 1981 ISBN 0-435-91194-5[1]
  - Of chameleons and Gods = Und Gott ward zum Chamäleon. Nachwort Jürgen Strasser. Übersetzung Helmuth A. Niederle und Jürgen Strasser. Klagenfurt : Drava, 2008 ISBN 978-3-85435-559-5
- On the Interpretation of Aspect and Tense in Chiyao, Chicheŵa, and English. University College London Ph.D. thesis, 1983
- mit Landeg White (Hrsg.): Oral Poetry from Africa : an anthology. London: Longman, 1983
- The Chattering Wagtails of Mikuyu Prison. 1993
- Skipping Without Ropes. 1998
- (Hrsg.): Gathering Seaweed: African Prison Writing. Oxford : Heinemann, 2002
- An African Thunderstorm & Other Poems. 2004
- The Last of the Sweet Bananas: New and Selected Poems. 2004
- Beasts of Nalunga. 2007
- And Crocodiles are Hungry at Night – a memoir. Ayebia Clarke Publishing, 2011